# Lijnenplan

Spantentekening van een bulkcarrier.

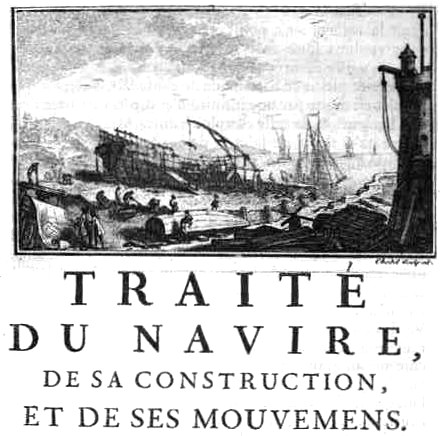
Gravure uit Traité du navire van Bouguer waarin links een lijnenplan is te zien.

Een lijnenplan is een verzameling lijnen die de doorsnedes weergeven van drie projecties van een schip en daarmee de scheepsvorm vastleggen. Het is de basis van de overige constructietekeningen.

## Projecties
Het lijnenplan bestaat uit drie projecties; verticalentekening, de spantentekening en de waterlijntekening:
- de verticalentekening geeft vier of vijf langsdoorsneden weer in het vlak van kiel en stevens. De verticalen en de waterlijnen zijn hier rechte lijnen;
- de spantentekening geeft 21 dwarsdoorsneden weer die zich op gelijke afstand bevinden van elkaar tussen de voor- en achterloodlijn in het vlak van het grootspant. Dit zijn niet de werkelijke bouwspanten, maar verdeelspanten, waarbij links de verdeelspanten 0 t/m 10 het achterschip weergeven en rechts 10 t/m 20 het voorschip. Waar de scheepsvorm sterk verandert, over het algemeen het voor- en achterschip, worden tussenordinaten aangebracht. De verdeelspanten en verticalen zijn hier rechte lijnen;
- in de waterlijntekening staan de projecties van waterlijnen bij elke meter diepgang. De verdeelspanten en verticalen zijn hier ook rechte lijnen.

De projecties moeten met elkaar overeenkomen en om te controleren of dat het geval is, werd gebruikgemaakt van senten. Dit zijn doorsneden van langsscheepse vlakken met de verdeelspanten onder een bepaalde hoek die op de spantentekening als rechte lijn te zien zijn en op een van de andere tekeningen als zuiver strokende kromme. De meest voorkomende is de kimsent die loopt vanaf de snijding van het vlak van kiel en stevens en de ontwerpwaterlijn naar de kim.
In het lijnenplan staat ook de kromme van spantoppervlakten die het volume van de carène geeft zonder huid en aanhangsels. Verder worden ook de stevens weergegeven, de verschansing, enkele deklijnen, het roer en de schroef.

## Geschiedenis
Scheepsbouw was lang een ambachtelijk vak. Tekeningen werden wel op ware grootte uitgetekend op dokvloeren, maar vanaf de zeventiende eeuw werd gebruikgemaakt van modellen en lijnenplannen op schaal. Dit begon bij de Engelse marine, maar werd langzaam ook gebruik in andere Europese landen. Dit was een manier voor de opdrachtgevers om te controleren of een schip volgens specificaties werd gebouwd. Halverwege de achttiende eeuw werden de tegenwoordig nog gebruikte drie orthogonale projecties gemeengoed. Dit waren de meest gecompliceerde grafische technieken in Europa tot de beschrijvende meetkunde van Gaspard Monge.
Hierdoor konden logaritmes worden gebruikt om het volume van een schip te berekenen. Al in 1615, een jaar na de uitvinding van deze door John Napier werden deze gebruikt door John Wells. Hoewel dit door veel scheepsbouwers niet gebruikt werd omdat het te ingewikkeld was, schreef Bernard Renau d'Eliçagaray op basis hiervan in 1689 het eerste boek over scheepsbouwkunde: Théorie de la manoeuvre des vaisseaux. Aan de hand van dit boek kon het gedrag van een schip bepaald worden tijdens het ontwerp.